# Methylace
Methylace (či metylace) je zavedení methylové skupiny -CH3 do molekuly, například ke konkrétní aminokyselině v proteinu nebo k bázi nukleotidu při methylaci DNA.

## Methylace proteinů
K aminokyselině lze připojit jeden, ale i dva (dimethylace) nebo tři (trimethylace) methyly, podle charakteru aminokyseliny. Mezi methylovatelné aminokyseliny patří např. lysin, ve kterém se methyl připojuje na koncový dusík místo jednoho z atomů vodíku. Lysin lze mono-, di-, i trimethylovat. Methylace, stejně jako ostatní posttranslační úpravy, může měnit vlastnosti proteinů, např. změnou jejich konformace.

methyllysin
dimethyllysin